# ویلیام راتر داوز
ویلیام راتر داوز (انگلیسی: William Rutter Dawes), (۱۹ مارس ۱۷۹۹ – ۱۵ فوریهٔ ۱۸۶۸) دانشمند در زمینه اخترشناسی اهل انگلستان بود.
وی همچنین برندهٔ جوایزی همچون مدال طلائی انجمن سلطنتی اختر شناسان و همکار انجمن سلطنتی شده و چندین نامگذاری در اخترشناسی برگرفته از نام او نامیده شده‌اند.

## زندگی
داوز در «بیمارستان مسیح» در منطقه هورشام در ساسکس غربی، پسر ویلیام داوز، او هم یک اخترشناس، متولد شد.
داوز یک روحانی بود که اندازه‌گیری‌های گسترده‌ای از ستارگان دوتایی و همچنین مشاهداتی از دیگر سیاره‌ها را انجام داد. او دوست ویلیام لاسل بود. او را «چشم عقاب» لقب دادند. وی رصدخانه خصوصی خود را در خانه خود در هادنهام، باکینگهام شایر تأسیس کرد. یکی از تلسکوپ‌های وی، با دیافراگم هشت اینچی (۲۰۰ میلی‌متر) توسط کوک، در رصدخانه کمبریج هنوز برجا مانده‌است که به تلسکوپ Thorrowgood معروف است.
او نقشه‌های گسترده‌ای از مریخ را در طول مخالفت ۱۸۶۴ با آن انجام داد. در سال ۱۸۶۷، ریچارد آنتونی پروکتور بر اساس این نقاشی‌ها نقشهٔ مریخ را تهیه کرد.
وی در سال ۱۸۵۵ موفق به کسب مدال طلائی انجمن سلطنتی اخترشناسان شد.
دهانه‌های داوز در ماه و دهانه داوز در مریخ و همچنین شکافی در حلقه C زحل به نام او نامگذاری شده‌اند.
پدیدهٔ نوری حد داوز، نیز به نام او نامگذاری شده‌است.